# 朴庸坤
朴 庸坤（パク・ヨンゴン、朝: 박용곤, 1927年 - ）は、日本統治時代の朝鮮の全羅南道に産まれ、戦後に日本列島に密入国した在日朝鮮人。愛知大学修士(マルクス経済学)。朝鮮大学校副学長、在日本朝鮮社会科学者協会(社協)会長、在日本朝鮮人総聯合会（朝鮮総連）中央委員などを歴任。北朝鮮を支持する朝鮮総連の命令の下で、日本国内における在日朝鮮人の民族教育に携わり、朝鮮大学校副学長まで登りつめたが、訪北した際に自身の知る日本統治時代の朝鮮ではあり得ない有様であった北朝鮮の実態を目撃したことで目を覚まし、2007年のテレビでの告発により関連組織から追放された。

## 概要
1927年の朝鮮半島（現:大韓民国全羅南道和順郡）に生誕し、戦後は南朝鮮労働党（後に北朝鮮・朝鮮労働党に統合）の活動家となった。
ソ連のモスクワ留学も決まっていたが大韓民国からスパイ疑惑が出ていたため、1948年6月18日に大韓民国からの亡命目的で済州島を中継に、日本列島である瀬戸内海の広島県の尾道から密入国した。朴は警戒が緩く、尾道で一切怪しまれなかっと明かしている。朴は、戦争終結時点で日本列島に住んでいた朝鮮人のうち、約200万人中約140万人が朝鮮半島に戻って行ったものの、朝鮮半島の貧困体験後に日本へ帰ろうと密入国したり、朴のような戦後に初めて日本列島を目指したりした朝鮮人らがない交ぜになって形成されたのが後の「在日朝鮮・韓国人」という存在と解説している。日本の行政機関も戦後の混乱で、戦後に初めて日本列島に来た朴が外国人登録を行ったとき、「戦前から親類方に住んでいた」と虚偽申告しても、役所側は調査もしなかったのか容易に受理されたと明かしている。密入国後は親類の家に住み、1945年10月に結成されていた在日朝鮮人団体「在日本朝鮮人連盟（朝連）」愛知県本部や民族学校の仕事で稼ぎを得ていた。上海にあった東亜同文書院の系譜を引き、戦後に外地からの引き揚げ教員・学生の受け皿として創設された愛知大学に入学した。朴はマルクス経済学者、林要らに師事し、1955年愛知大学修士課程を修了した。その後、大学院研究科でマルクス経済学を修めた朴は愛知大に累計11年間在籍し、助手となり、愛知大学法経学部国際問題研究所専任研究員まで登りつめた。
故郷(全羅道)へ帰ろうにも父親は「日本人の妻」受け入れないと考えたので、北朝鮮で当時恋人だった日本人(後の妻)と帰国事業で心機一転しようと考えていた。帰国事業で北朝鮮へ渡る予定であったが、1959年6月に東京都小平市の約2万坪の土地に移転した朝鮮大学校の教員増員の必要性から、朝鮮総連の命令で朝鮮総連幹部教育機関である中央学院で教育を受けてから朝大教員教師役として日本に残ることとなった。帰国した在日朝鮮人らは、地上の楽園という宣伝と正反対の監視・密告が横行した北朝鮮での生活を送ることとなり、多くが悲惨に死んでいった。彼らは日本での資本主義生活を体験していることでの差別やスパイ容疑などの冤罪で政治犯収容所に送られたりたしたので、朴は九死に一生を得た。
1960年から朝鮮大学校教員として在日朝鮮人への民族教育に携わりだした。1964年には朝鮮大学校政経学部長となり、1970年代から主体思想研究を開始し、「主体思想叢書」の編集・出版をしたことで主体思想の国際的普及活動をしたと評価された。
1972年に金日成の還暦祝いのための在日朝鮮人帰国事業にて、朝大生を北朝鮮に行くように説得する役割を担った。そのことに対して、後に「悔やみきれない過ちを犯した」と反省している。1974年の初訪朝するが、北朝鮮の有様から、自身の考えていた社会主義は北朝鮮には無いと完全に目を覚ました。この初訪朝まで北朝鮮の実態を知らなかったことを明かしている。
その後、1981年には朝鮮大学校副学長まで登りつめ、朝鮮大学校内に「社会科学研究所」を創設し、所長に就任した。1985～1995年まで在日本朝鮮社会科学者協会会長、2005年まで主体思想国際研究所理事1998年から2004年まで総合研究開発機構招聘客員研究員を務め、1981年から在日本朝鮮人総聯合会（朝鮮総連）中央委員も歴任した。
1995年にも訪朝した。2000年に大韓民国において、日本国における「朝鮮籍」者の訪韓要件が緩和されたことで密入国以来の初訪韓し、2005年に再訪韓したときに1997年に北朝鮮から韓国へ亡命した黄長燁と再会をしている。2001年に総連を通じて北朝鮮から朴へ訪朝の招請状が来た際には、殺害されて二度と日本に帰れない危険性から妻が猛反対した。しかし、朴は片道切符であると理解し、6年ぶりの訪朝をした。残るように言われたが、日本国内で書きかけの論文があることを理由に帰国に成功している。2004年に金正日政権の非難する反北朝鮮文書の意図的流布を理由に、朝鮮学校副学長と朝鮮総連中央委員会から解任された。
後に、2007年にテレビ番組に出演して極秘だった「(1972年)朝大生200人の帰国」という、北朝鮮当局からの金日成の還暦祝いとの命令で「在日本朝鮮青年同盟60名の自動二輪オートバイ隊、200名の男女大学生を北朝鮮に送れ」との指示がなされて、朝鮮学校の学生約260人を北朝鮮に送った事実を公表したことにより、2010年までに北朝鮮関連組織から授与された勲章や称号を剥奪され、朝鮮大学校および朝鮮総連の関わる職を解任されている。具体的には朝鮮科学院の院士・博士・教授の学位と金日成勲章を剥奪された。

## 北朝鮮、朝鮮学校や朝鮮総連に関する暴露
朝鮮大学校の副学長から学長になるためだとして、「日本人である妻との離婚」を要求されたことを暴露し、自身はそれを拒否したことを明かししている。更に、朝鮮学校では「学習組」による教職員の思想チェックがあること、朝鮮学校内で思想チェック対象にされると殴る蹴るの総括の対象となること、自身もターゲットとされて自殺を考えたことを暴露している。